# Millersville University of Pennsylvania
Die Millersville University of Pennsylvania ist eine staatliche Universität in Millersville, Pennsylvania. Ihr Schwerpunkt liegt in den Geisteswissenschaften. Sie ist heute eine der 14 Universitäten, die dem Pennsylvania System of Higher Education angehören.

## Geschichte
Die Millersville University wurde im Jahr 1855 unter dem Namen Lancaster County Normal School als erste staatliche Normal School Pennsylvanias gegründet. Sie erhielt 1859 den Namen Millersville State Normal School, wurde 1957 in Millersville State College und schließlich 1983 in Millersville University umbenannt.

## Zahlen zu den Studierenden, den Dozenten und zum Vermögen

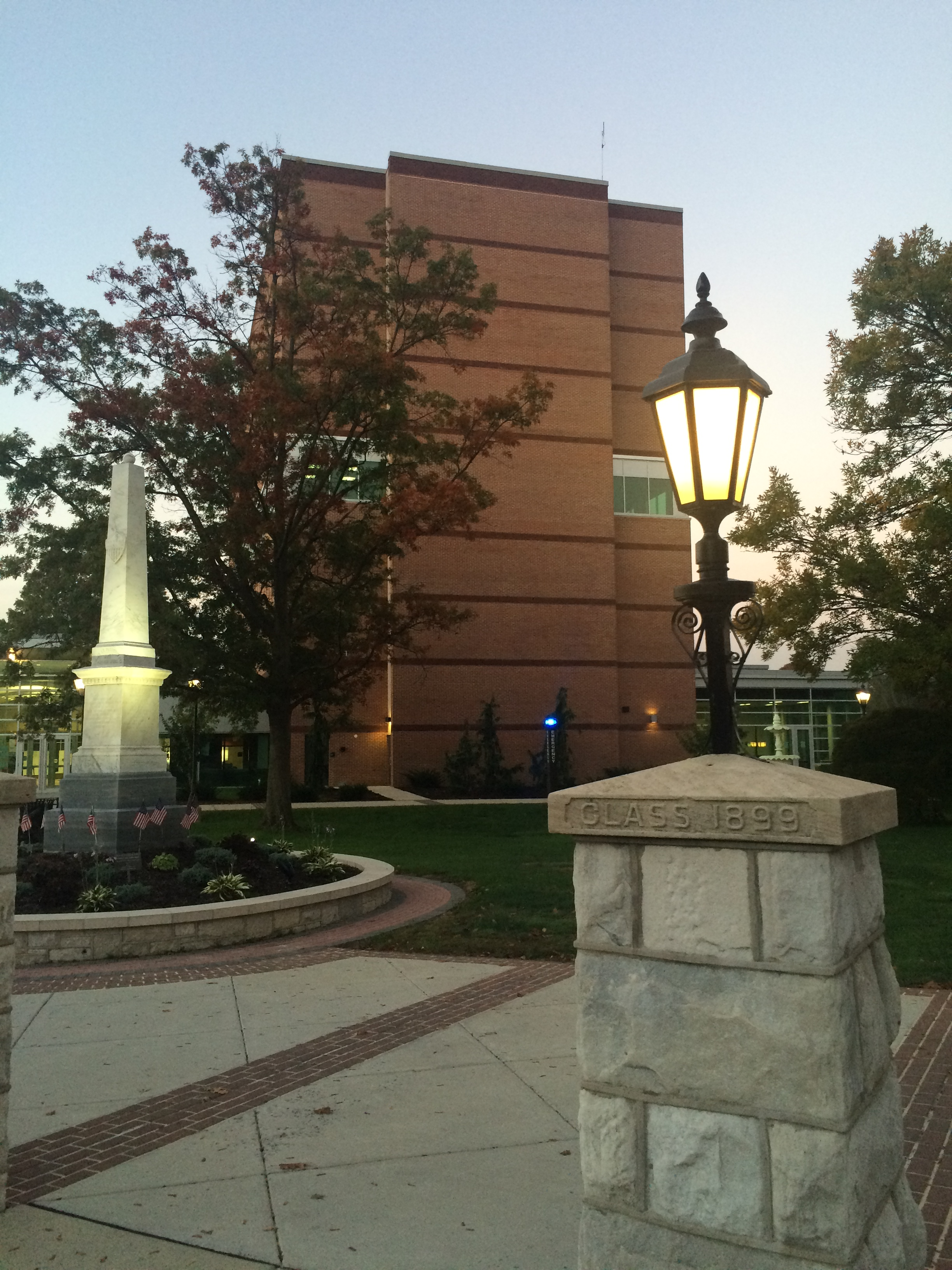
Bibliotheksgebäude (McNairy Library) der Millersville University

Im Herbst 2021 waren 7.191 Studierende an der Universität Millersville eingeschrieben. Davon strebten 6.237 (86,7 %) ihren ersten Studienabschluss an, sie waren also undergraduates. Von diesen waren 59 % weiblich und 41 % männlich; 3 % bezeichneten sich als asiatisch, 8 % als schwarz/afroamerikanisch, 10 % als Hispanic/Latino und 75 % als weiß. 954 (13,3 %) arbeiteten auf einen weiteren Abschluss hin, sie waren graduates. Es lehrten 385 Dozenten an der Universität, davon 267 in Vollzeit und 118 in Teilzeit.
Der Wert des Stiftungsvermögens der Universität lag 2021 bei 48,12 Mio. US-Dollar und damit 33,8 % höher als im Jahr 2020, in dem es 35,95 Mio. US-Dollar betragen hatte. 2012 waren es 23,2 Mio. US-Dollar gewesen, bei 8.725 Studierenden (davon 7.644 undergraduates) und 839 Angestellten (davon 299 Lehrende und 540 weitere Angestellte).

## Persönlichkeiten
- Charles Richard Beam, Professor für Germanistik und Gründer/Direktor des Center for Pennsylvania German Studies an der Millersville University
- Joseph Franklin Biddle, Mitglied des US-Repräsentantenhauses für Pennsylvania
- Marriott Henry Brosius, Mitglied des US-Repräsentantenhauses für Pennsylvania
- Brian Gladden, Chief Financial Officer, Dell[7]
- William Walton Griest, US-Kongressabgeordneter für Pennsylvania
- Sean Scott, Football-Spieler der Philadelphia Soul
- Black Thought, amerikanischer Rapper
- Robert Smith Walker, ehemaliger US-Kongressabgeordneter für Pennsylvania

Am Philosophischen Institut der Millersville University war von 1967 bis 1980 Kurt Rudolf Fischer Institutsvorstand. Von 1968 bis 1971 lehrten die drei Wiener Philosophen Kurt Buchinger, Michael Benedikt und Ludwig Nagl in Millersville.